# Refugio Corrientes
El refugio Corrientes fue un refugio antártico ubicado en la bahía Halley, en la barrera de hielo Brunt, en la costa Caird en el mar de Weddell, en el este de la Tierra de Coats. Administrado por el Ejército Argentino, fue inaugurado el 10 de enero de 1961 bajo dependencia de la Base Belgrano II. Se encontraba cercano a la base Halley I del Reino Unido.
El rompehielos ARA General San Martín durante la campaña antártica de 1960-1961, transportó cargas desde la base Orcadas hacia la Estación Científica Ellsworth y la Base Belgrano II para abastecerlas. En su derrota, al arribar al cabo Dalmazo estableció el refugio Corrientes. La instalación del refugio militar ya estaba planificada con anterioridad por su proximidad a la base británica Halley I.
A principios de la década de 1960 consistía de una pequeña construcción con provisiones para cuatro personas durante 15 días.